# 巴格拉圖尼亞美尼亞
巴格拉圖尼亞美尼亞（亞美尼亞語：Բագրատունյաց Արքայական Տոհմ）是約885年—1045年由亚美尼亚贵族巴格拉圖尼王朝建立的亚美尼亚独立王国。其由數個親王國所組成，包含巴格拉圖尼王國、瓦斯普拉幹王國、洛里王國等，管治範圍位於拜占庭帝國和阿拉伯帝國的領土之間，包括今亞美尼亞、土耳其東部凡湖一帶地區。建立前，亞美尼亞已被阿拉伯人（倭馬亞王朝、阿拔斯王朝）統治逾兩世紀。

## 歷史
602年—628年，拜占庭與波斯薩珊王朝的戰爭後，兩國均已元氣大傷。這讓阿拉伯穆斯林得以順利侵占拜占庭在中東、北非的領土，並展開伊斯蘭對波斯的征服（633-654）。薩珊王朝覆滅後，亞美尼亞人領袖於661年同意亞美尼亞歸倭馬亞穆斯林管治。8世紀初，由於倭馬亞的統治愈變殘酷，亞美尼亞各地均展開反阿拉伯人統治的起義，並持續至705年。705年，管治納希切萬的阿拉伯總督在一次和談前夕，將幾乎所有亞美尼亞貴族屠殺掉。
巴格拉图尼家族亦是亞美尼亞貴族。阿拔斯王朝於750年建立時，巴格拉图尼家族就與阿拉伯哈里發保持良好關係，並避免參與起事。774年，亞美尼亞人在當地貴族支持下再次發動起義，阿拉伯人派出約3萬人的軍隊把起義完全鎮壓下去，並毀滅了發動起事的貴族力量。這讓巴格拉图尼家族消除來自其他貴族的障礙，得以被視作亞美尼亞的領袖。巴格拉图尼家族得以吞併原本由眾埃米爾統治的亞美尼亞屬地，以示對哈里發的忠誠，巴格拉图尼勢力逐漸擴張。由於未有大量阿拉伯人遷移至原亞美尼亞地區居住，巴格拉图尼於850年發起亞美尼亞人起義，然而起義最終被阿拉伯軍隊鎮壓下去。
857年，拜占庭君主巴西爾一世屢次成功征伐阿拔斯王朝，削弱了阿拉伯人對亞美尼亞的管治。這讓巴格拉图尼家族得以恢愎亞美尼亞王國。阿碩特一世（Ashot I of Armenia）登基為首位國王，當時休尼克等地還有亞美尼亞親王國，但他要求各親王支持並承認他為亞美尼亞國王。阿碩特於885年與拜占庭帝國結盟。961年，阿碩特三世將首都從卡爾斯遷至阿尼。由於坐落在前往特拉布宗的商路上，阿尼逐漸發展為蓬勃的經濟、文化中心。
可是拜占庭帝國在巴西爾二世（976-1025）統治下屢次戰勝阿拉伯人，到10世紀中期帝國版圖已伸至高加索地區，直逼亞美尼亞王國西疆。拜占庭開始逐漸吞併亞美尼亞各親王國。1021年，拜占庭帝國的領土擴展至亞美尼亞高原，此時只剩巴格拉图尼王國和東部的休尼克屬國保持獨立。1044年，拜占庭曾兩度入侵阿尼，但均無法佔領此城。1045年，阿尼終於被拜占庭軍隊佔領，併入拜占庭軍區。1064年，塞爾柱帝國從拜占庭奪得阿尼，並屠殺了當地的民眾。儘管如此，卡爾斯的巴格拉图尼親王仍保留其王位至1065年，卡爾斯被土耳其人佔領為止。

## 宗教

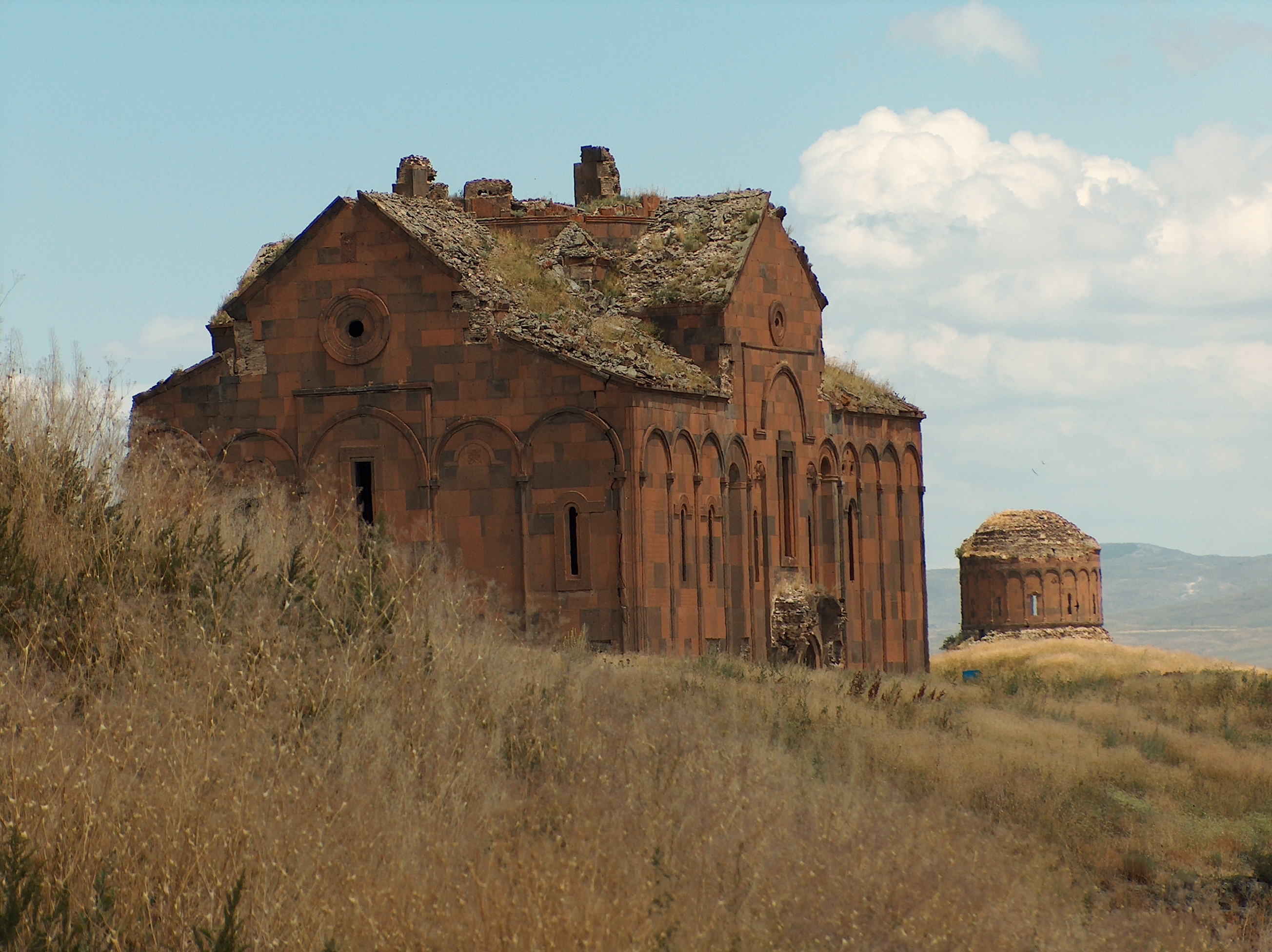
公元1001年建成的阿尼教堂

絕大多數亞美尼亞人屬於亞美尼亞使徒教會，但亞美尼亞社會上亦民眾同時信仰拜占庭帝國的國教——東正教。拜占庭即多次要求亞美尼亞使徒教會與東正教會契合，以換取拜占庭援助巴格拉图尼王國，但最終沒有結果。

## 經濟
農業和商業是巴格拉图尼經濟的主要組成部分。農業主要以封建制度為基礎，許多農民並沒有自己的土地，並需要繳交重稅予地主、政府和使徒教會，因此他們大多生活貧困。商業則主要集中於城鎮。
巴格拉图尼王國並沒有自己鑄幣，並使用拜占庭和阿拉伯帝國通行的貨幣。拜占庭和阿拉伯之間愈加頻繁的商貿使數條途經亞美尼亞的商路得以開闢，其中最重要的商路連接拜占庭的特拉布宗和阿尼、卡爾斯等亞美尼亞城市；卡爾斯讓商旅得以前往北方的黑海港口和阿布哈茲，以及基輔羅斯.。其他路線則連接安那托利亞和波斯的城市。儘管阿尼不在重要的商路上，她是當時重要的貿易中心，亞美尼亞亦主要經阿尼出口紡織品、盔甲、牛馬、禽畜、酒、鹽、蜂蜜、木材、皮毛等商品。
巴格拉图尼的貿易伙伴主要是來自拜占庭和阿拉伯，還有基輔羅斯和中亞。

## 藝術與建築
阿拉伯人的侵略和拜占庭-阿拉伯戰爭都在亞美尼亞造成持續的破壞，這現象直至巴格拉图尼王國建立才結束。解除外族的侵擾後，亞美尼亞的文學和建築發展得以進入一鼎盛時期。由於當時亞美尼亞尚未有大批阿拉伯移民，不少歷史學家描述了亞美尼亞與周邊國家的關係，並紀錄下7-8世紀所發生的事件。王國各地的修道院在王室、貴族的資助下，亦成為鑽研、寫作文學的中心 。其中哈格帕特、薩那欣修道院就是當時著名的高等學府。大詩人納雷科的聖額我略（951-1003/1010）就是來自巴格拉图尼時期。
泥金裝飾手抄本藝術亦在此時期得到復興。拜占庭與亞美尼亞關係於十世紀下葉大致穩定，讓亞美尼亞藝術家能夠與拜占庭的希臘藝術家作交流。
在巴格拉图尼王室資助下，此時期不少教堂和修道院得以建造。這些教堂引入了拜占庭和伊斯蘭的建築特色。 11-12世紀，塞爾柱土耳其人的入侵導致許多教堂遭到嚴重破壞。儘管如此，亞美尼亞、土耳其等地仍有不少巴格拉图尼時期的建築保留至今。

## 來源
1. ↑  Bloom, Jonathan M.; Blair, Sheila (编). . Oxford: Oxford University Press. 2009: 371. ISBN 9780195309911.
2. ↑  Ter-Ghevondyan. Arab Emirates, p. 44.
3. ↑  Ter-Ghevondyan. Arab Emirates, p. 45.
4. ↑  Hovannisian, Richard G. . New York: Palgrave Macmillan. 2004: 187–193. ISBN 1-4039-6421-1.
5. ↑  Garsoian. "Independent Kingdoms", p. 178.
6. 1 2  Hewsen. Armenia, p. 112.
7. ↑  Bournoutian. Concise History, pp. 90–91.
8. ↑  Taylor, Alice. "Armenian Art and Architecture" in Oxford Dictionary of Byzantium. Alexander P. Kazhdan (ed.) New York: Oxford University Press, 1991, p. 178.